# Indywidualne Mistrzostwa Ligi Juniorów na Żużlu 2013
Indywidualne Mistrzostwa Ligi Juniorów na Żużlu 2013 – zawody żużlowe, mające na celu wyłonienie medalistów indywidualnych mistrzostw Ligi Juniorów w sezonie 2013. W finale zwyciężył Paweł Przedpełski.

## Finał
- Toruń, 3 września 2013
- Sędzia: Remigiusz Substyk

| Msc. | Zawodnik           | Klub                  | Pkt   |             |  |
| ---- | ------------------ | --------------------- | ----- | ----------- |  |
| 1    | Paweł Przedpełski  | Unibax Toruń          | 14    | (2,3,3,3,3) |  |
| 2    | Szymon Woźniak     | Polonia Bydgoszcz     | 12 +3 | (3,3,1,3,2) |  |
| 3    | Artur Czaja        | Włókniarz Częstochowa | 12 +d | (1,2,3,3,3) |  |
| 4    | Kamil Pulczyński   | Unibax Toruń          | 12 +u | (2,3,1,3,3) |  |
| 5    | Emil Pulczyński    | Unibax Toruń          | 11    | (3,1,3,2,2) |  |
| 6    | Adrian Cyfer       | Stal Gorzów Wlkp.     | 11    | (2,2,3,2,2) |  |
| 7    | Patryk Dolny       | Betard Sparta Wrocław | 8     | (1,2,2,0,3) |  |
| 8    | Adam Strzelec      | Falubaz Zielona Góra  | 7     | (3,3,0,0,1) |  |
| 9    | Łukasz Przedpełski | Unibax Toruń          | 7     | (0,2,2,1,2) |  |
| 10   | Kamil Adamczewski  | Falubaz Zielona Góra  | 7     | (1,1,2,2,1) |  |
| 11   | Łukasz Cyran       | Stal Gorzów Wlkp.     | 7     | (2,2,1,1,1) |  |
| 12   | Patryk Malitowski  | Betard Sparta Wrocław | 4     | (0,0,2,2,0) |  |
| 13   | Oskar Fajfer       | Lechma Start Gniezno  | 3     | (3,w,w,w,w) |  |
| 14   | Ernest Koza        | Unia Tarnów           | 3     | (t,0,1,1,1) |  |
| 15   | Daniel Kaczmarek   | Fogo Unia Leszno      | 2     | (1,1,0,0,0) |  |
| 16   | Rafał Malczewski   | Włókniarz Częstochowa | 0     | (w,w,w,w,w) |  |

Bieg po biegu:
1. Fajfer, P.Przedpełski, Adamczewski, Koza (t)
2. E.Pulczyński, Cyfer, Dolny, Malitowski
3. Woźniak, K.Pulczyński, Czaja, Ł.Przedpełski
4. Strzelec, Cyran, Kaczmaek, Malczewski (w/u)
5. K.Pulczyński, Cyfer, Cyran, Koza
6. Strzelec, Ł.Przedpełski, Adamczewski, Malitowski
7. P.Przedpełski, Czaja, E.Pulczyński, Malczewski (w/2 min.)
8. Woźniak, Dolny, Kaczmarek, Fajfer (w/u)
9. Czaja, Malitowski, Koza, Kaczmarek
10. Cyfer, Adamczewski, Woźniak, Malczewski (w/2 min.)
11. P.Przedpełski, Dolny, K.Pulczyński, Strzelec
12. E.Pulczyński, Ł.Przedpełski, Cyran, Fajfer (w/2 min.)
13. Woźniak, E.Pulczyński, Koza, Strzelec
14. Czaja, Adamczewski, Cyran, Dolny
15. P.Przedpełski, Cyfer, Ł.Przedpełski, Kaczmarek
16. K.Pulczyński, Malitowski, Fajfer (w/2 min.), Malczewski (w/2 min.)
17. Dolny, Ł.Przedpełski, Koza, Malczewski (w/2 min.)
18. K.Pulczyński, E.Pulczyński, Adamczewski, Kaczmarek
19. P.Przedpełski, Woźniak, Cyran, Malitowski
20. Czaja, Cyfer, Strzelec, Fajfer (w/2 min.)
21. Bieg o 2. miejsce: Woźniak, Czaja (d1), K.Pulczyński (w/u)